# Wassoulou-Ballé
Wassoulou-Ballé es una comuna o municipio del círculo de Yanfolila de la región de Sikasso, en Malí. En abril de 2009 tenía una población censada de 51 473 habitantes.
Se encuentra ubicada al suroeste del país, al sur de la capital nacional, Bamako, y cerca de la frontera con Costa de Marfil y República de Guinea.